# جورجي فيليبي
جورجي فيليبي دي أوليفيرا فيغويرو مواليد 27 أكتوبر 1988 في البرازيل، هو لاعب كرة قدم برازيلي لعب سابقاً لنادي ضمك ونادي الطائي.

## روابط خارجية
- جورجي فيليبي على موقع قاعدة بيانات كرة القدم.إي يو (الإنجليزية)
- جورجي فيليبي على موقع Soccerway.com (الإنجليزية)
- جورجي فيليبي على موقع عالم كرة القدم.نت (الإنجليزية)